# Cerkiew św. Paraskewy w Krywem
Cerkiew św. Paraskewy w Krywem – parafialna cerkiew greckokatolicka, wzniesiona w 1842 w miejscowości Krywe.
Po 1947 wieś całkowicie wysiedlono i zniszczono. Ocalała cerkiew, opuszczona popadła w ruinę. 

## Historia
Pierwsze wzmianki o tutejszej cerkwi pochodzą z 1589, obecna jest trzecią z kolei, zbudowana w 1842 na miejscu poprzedniej wzmiankowanej w 1756. W 1916 była remontowana i częściowo przebudowywana. Opuszczona po 1947. W 1995 zespół cerkiewny (cerkiew, dzwonnica, cmentarz) wpisano do rejestru zabytków. Obecnie cerkiew w ruinie, brak jej dachu. Mury są w większości zachowane. 3 sierpnia 2011 w ruinach cerkwi odbył się ślub jedynych mieszkańców Krywego, Antoniny i Stanisława Majsterków. W 2012 Gmina Lutowiska przeprowadziła częściowy remont obiektu. 

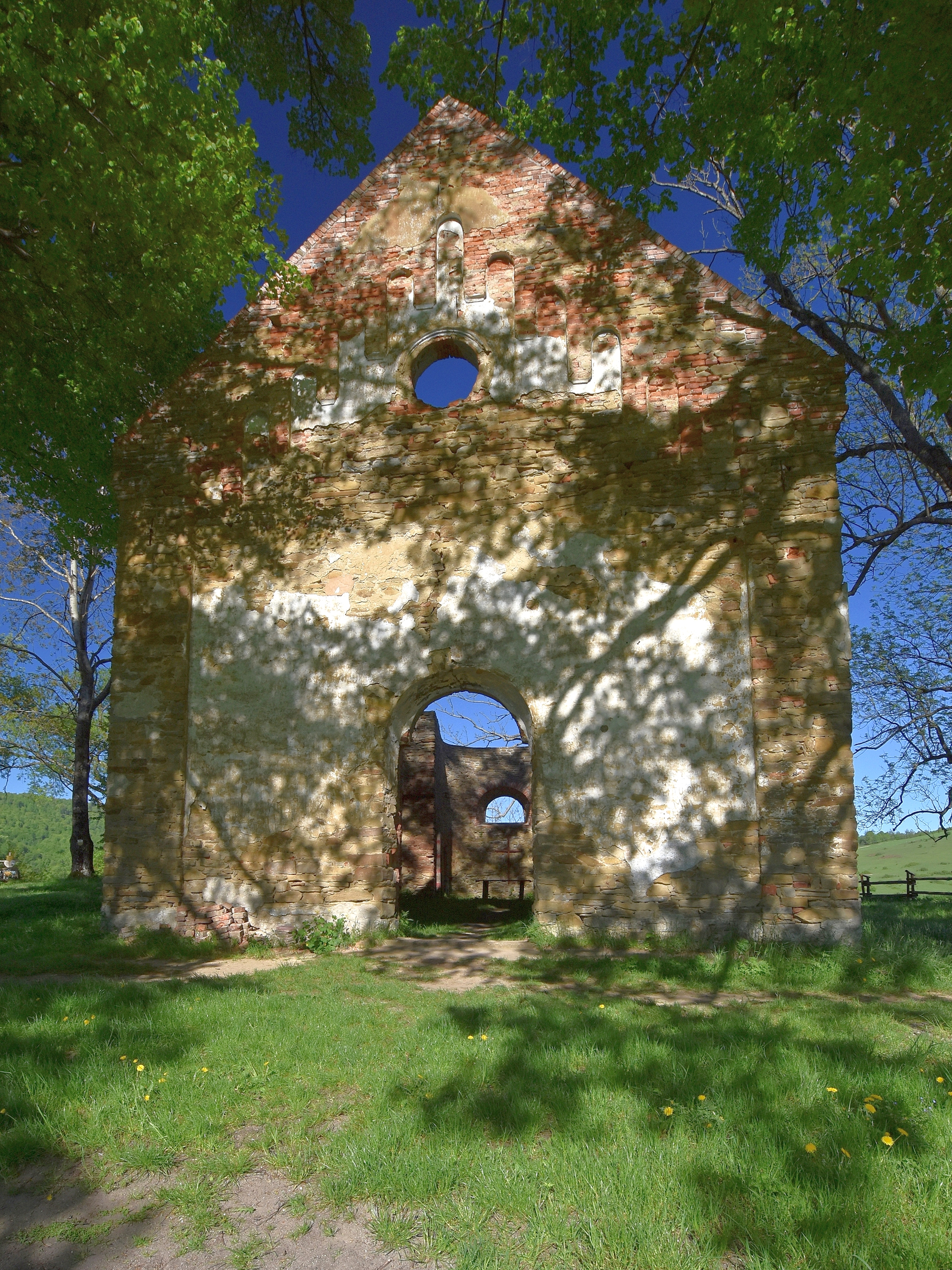
Elewacja frontowa
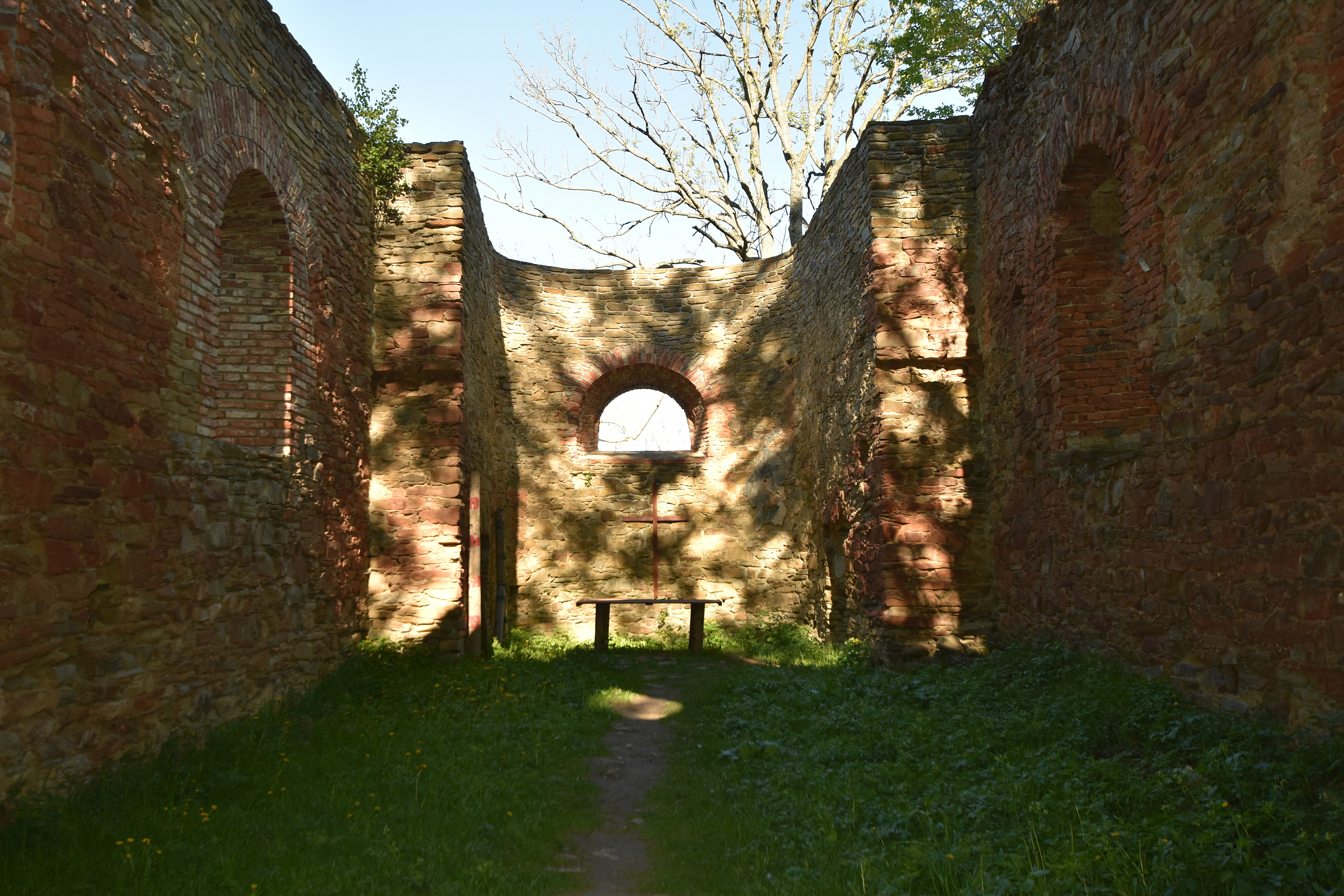
Wnętrze
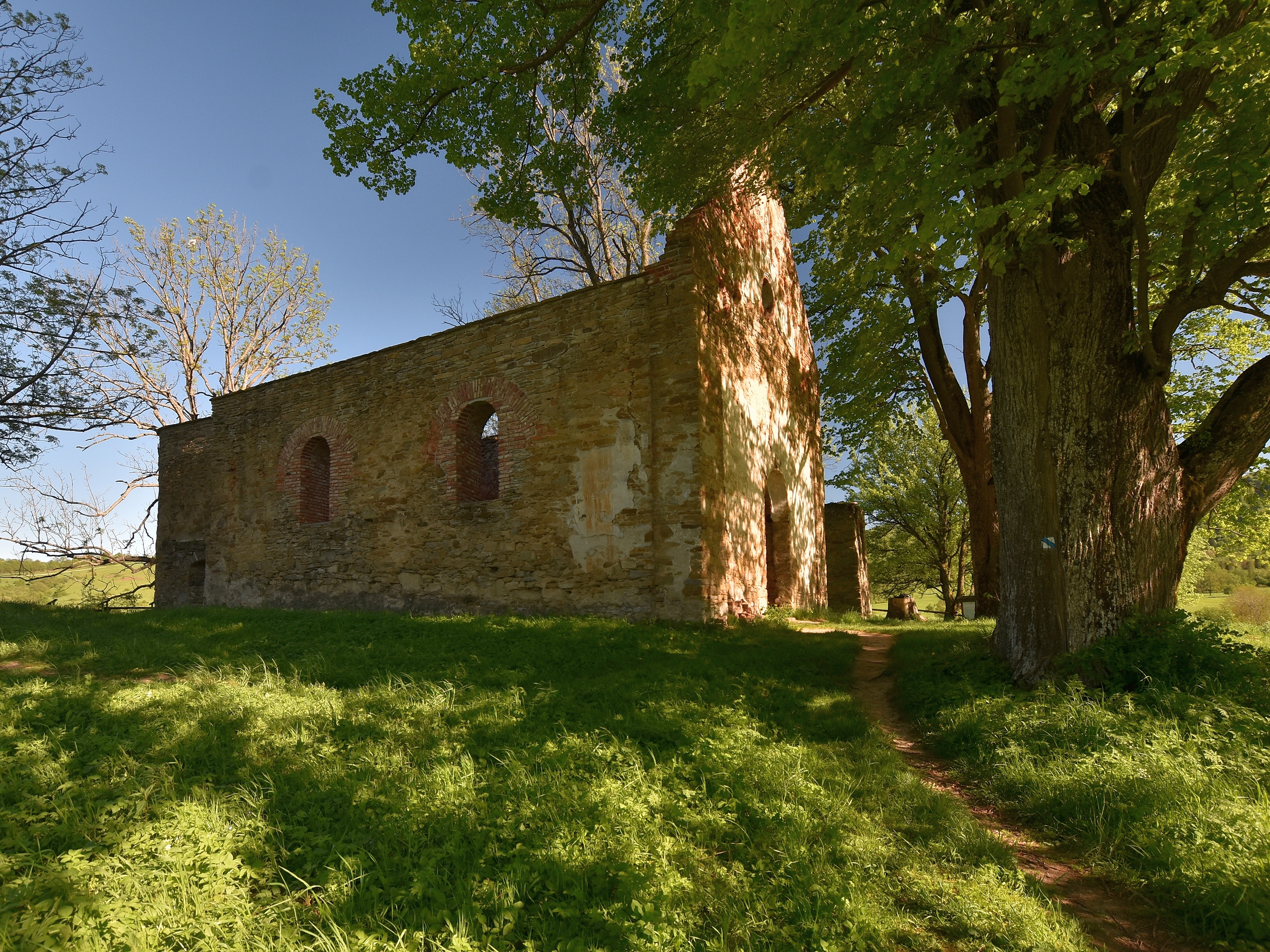
Elewacja północna

Ulokowana na wzgórku o nazwie Diłok. Wymurowana z kamienia. To budowla orientowana, dwudzielna z prezbiterium zamkniętym półkoliście i szerszą nawą na rzucie prostokąta. 
W zbiorach Muzeum Historycznego w Sanoku znajdują się dwie ikony z Krywego: Zaśnięcie Marii (XVII/XVIII w.) i św. Jerzy (XVIII w.). 

## Otoczenie
Cerkiew otacza wieniec starych lip i jesionów. Obok cerkwi murowana dzwonnica parawanowa na dwa dzwony z drugiej połowy XIX w., obecnie pozbawiona dachu i dzwonów. Na północ od cerkwi resztki zdewastowanego cmentarza parafialnego z kilkoma nagrobkami między innymi Julii i Mikołaja Pisarczyków właścicieli majątku. Cmentarz był porządkowany w 1993. 